# چکاوک مغربی
چکاوک مغربی (نام علمی: Galerida macrorhyncha) نام یک گونه از تیره چکاوک است.